# Josiah Whitney

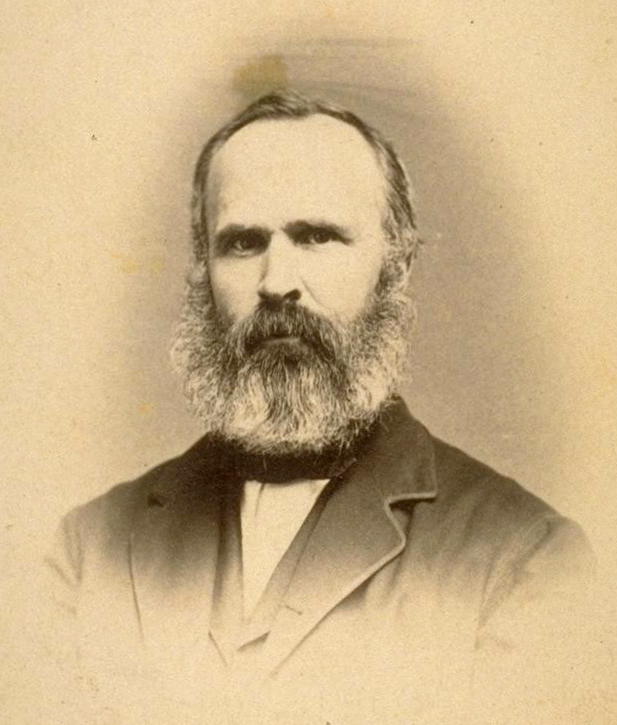
Portret van Josiah Whitney (1863).

Josiah Dwight Whitney (Northampton, 23 november 1819 - Lake Sunapee, 15 augustus 1896) was een Amerikaans geoloog, hoogleraar aan Harvard University en bestuurder van de California Geological Survey. Door zijn reizen en studies van de mijnstreken van de VS was Whitney 's lands grootste autoriteit in de exploratiegeologie. Mount Whitney, het hoogste punt in de 48 continentale staten, en Whitney Glacier zijn naar hem vernoemd.
Als bestuurder van de California Geological Survey (1860–1874) was Whitney ervan overtuigd dat Yosemite Valley, het middelpunt van Yosemite National Park, ontstaan was door een cataclysmische verzinking van het dal. De Schots-Amerikaanse natuurvorser en schrijver John Muir, een amateur in de geologie, was een andere mening toegedaan, namelijk dat de vallei uitgesleten was door glaciale verschuivingen. Whitney dreef daarop de spot met Muir, die hij een "ignoramus" en "slechts een schaapherder" noemde. In geologische onderzoeken onder Whitneys bestuur werden indicaties van glaciale actie genegeerd; Whitney bleef z'n hele leven bij zijn standpunt. De consensus binnen de wetenschappelijke gemeenschap is nu echter dat Muirs hypothese, en niet die van Whitney, correct was.
- Gemeinsame Normdatei: 117574856
- International Standard Name Identifier: 0000 0000 8384 0208
- Library of Congress Control Number: n85369281
- National Archives and Records Administration: 10568176
- Nationale Bibliotheek van Israël: 987007373776105171
- Nederlandse Thesaurus van Auteursnamen: 09764076X
- SNAC: w66w9f1w
- Système universitaire de documentation: 080485219
- Virtual International Authority File: 54929309
- WorldCat: E39PBJy4gTGRjdh43cw94Rjpyd